# Kupfer-Goldwespe
Die Kupfer-Goldwespe (Chrysura cuprea) ist eine Art aus der Familie der Goldwespen (Chrysididae).

## Merkmale
Die Kupfer-Goldwespen werden sechs bis zehn Millimeter lang. Sie sind fast vollständig metallisch-rotgolden gefärbt, nur die Seiten des hinteren Teils des Thorax und die Beine sind metallisch bläulich gefärbt. Das Tergit des letzten Hinterleibssegments trägt keine Zähnchen. 

## Vorkommen
Die Tiere kommen in Süd- und Mitteldeutschland und im übrigen südlichen Mitteleuropa auf Trockenrasen und steinigen Hängen vor und sind nicht häufig. Sie fliegen von Mai bis Juli. Sie leben in temperaturbegünstigten Gebieten mit wenig Vegetation, insbesondere auf Trockenrasen oder steinigem Gelände.

## Lebensweise
Die Larven der Tiere leben parasitisch von Larven der Rotborstigen Mauerbiene (Osmia rufohirta), die ihre Nester in Schneckenhäusern anlegen. Die Goldwespe muss ihr Ei direkt nach der Eiablage der Biene dazu ablegen, wenn diese Material zum Abdichten des Schneckenhauses sucht, da die Nahrungsvorräte in keiner eigenen Kammer eingebracht werden. Deswegen findet man Kupfer-Goldwespen oft wartend in der Nähe von solchen Bienennestern. Von Zeit zu Zeit wird erkundet, wie weit der Nestbau fortgeschritten ist. Wird das Tier dabei von der Biene überrascht, kugelt es sich ein und lässt sich nach draußen tragen.  